# Reinsdorf (Thüringen)

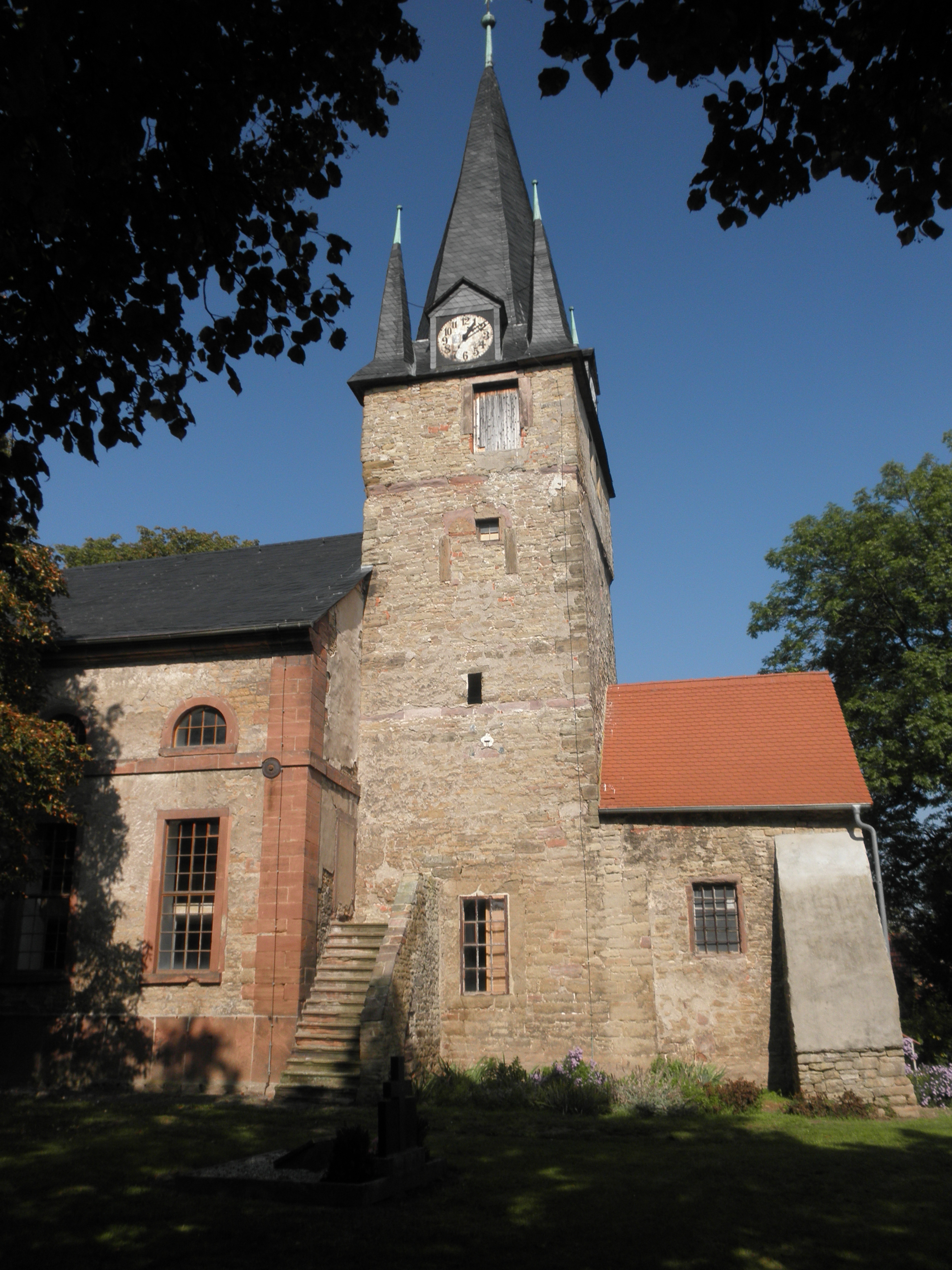
Kirche St. Peter und Paul in Reinsdorf (2014)

Reinsdorf ist eine Gemeinde im thüringischen Kyffhäuserkreis an der B 86 zwischen Heldrungen und Artern.

## Geografie
Die Gemeinde liegt am Südrand der Goldenen Aue und am Nordrand der Hohen Schrecke. Etwa einen Kilometer vom Ort entfernt fließt die Unstrut. Neben der Unstrut verläuft der gleichnamige Unstrut-Radweg, der an Interesse gewonnen hat.

## Geschichte
Zu Beginn des 9. Jahrhunderts wurde Reinsdorf in einem Verzeichnis der Güter des vom Erzbischof Lullus († 786) von Mainz erbauten Klosters Hersfeld als Reginhardesdorf urkundlich erwähnt. Später gehörte der Ort zum Amt Heldrungen.
1824 wurde eine Kirche an einen mittelalterlichen Chorturm angebaut.
Während des Zweiten Weltkrieges mussten Kriegsgefangene aus Frankreich sowie Frauen und Männer aus Polen und der Ukraine bei Bauern Zwangsarbeit verrichten. Der Ort nahm zahlreiche Evakuierte aus den Luftkriegsgebieten und ab 1945 Flüchtlinge aus den Ostgebieten auf.
Am 9. Februar 1945 nahmen bei Reinsdorf US-Tiefflieger einen Güterzug mit KZ-Häftlingen mit Bordwaffen unter Beschuss. 105 Personen wurden im Zug oder auf der Flucht getötet und 150 schwer verletzt. Von diesen starben noch 23 im Krankenhaus Artern. 26 Opfer wurden auf dem Friedhof Artern beigesetzt, wo eine Gedenktafel über ihrem Massengrab steht.
Reinsdorf wurde im April 1945 von US-Truppen und Anfang Juli durch die Rote Armee besetzt. Damit war es Bestandteil der SBZ und ab 1949 bis 1990 der DDR. So war es in den 1950er Jahren von der Zwangskollektivierung der landwirtschaftlichen Betriebe betroffen.
Die Gemeinde gehörte bis zu deren Auflösung zum 1. Januar 2019 zur Verwaltungsgemeinschaft Mittelzentrum Artern, seither ist die Stadt Artern erfüllende Gemeinde für Reinsdorf.

### Einwohnerentwicklung
Entwicklung der Einwohnerzahl (31. Dezember):
| - 1994: 1.017 - 1995: 1.023 - 1996: 1.006 - 1997: 0994 - 1998: 0980 - 1999: 0967 | - 2000: 966 - 2001: 952 - 2002: 959 - 2003: 959 - 2004: 949 - 2005: 913 | - 2006: 880 - 2007: 865 - 2008: 839 - 2009: 827 - 2010: 811 - 2011: 782 | - 2012: 765 - 2013: 753 - 2014: 750 - 2015: 747 - 2016: 755 - 2017: 730 | - 2018: 721 - 2019: 730 - 2020: 712 - 2021: 703 |

Datenquelle: Thüringer Landesamt für Statistik

## Politik

### Wappen
Das Wappen wurde am 6. September 1994 durch das Thüringer Landesverwaltungsamt genehmigt.
Blasonierung: „Gespalten und vorne geteilt; oben in Gold ein dreiblättriges grünes Kleeblatt, unten in Grün ein goldener Schlüssel und ein goldenes Schwert schräggekreuzt; hinten in Schwarz zwei Schrägrechtsbalken.“
Das dreiblättrige Kleeblatt entstammt dem Kirchensiegel und ist seit vielen Jahren als Symbol in der Gemeinde bekannt; Schlüssel und Schwert stellen die Attribute der Apostel Peter und Paul dar, da die örtliche Kirche diesen Heiligen geweiht ist. Die goldenen Schrägrechtsbalken in Schwarz sind dem Wappen derer von Trebra entlehnt; diese angesehene altthüringische Familie hatte lange Zeit Besitzungen in der Gemeinde. In Chroniken wird oft die große Bedeutung dieses Geschlechtes für die Entstehung und Entwicklung der Gemeinde erwähnt.
Das Wappen wurde von dem Heraldiker Michael Zapfe gestaltet.

## Verkehr
Nördlich der Ortslage verläuft die Bahnstrecke Sangerhausen–Erfurt, an der sich der Haltepunkt Reinsdorf (b Artern) befindet. Er wird wochentags morgens und abends sowie an Wochenenden ganztägig vom RE 10 und RB 59 durch Abellio Rail Mitteldeutschland bedient. Auf der dort abzweigenden Unstrutbahn nach Naumburg (Saale) wurde der regelmäßige Personenverkehr 2006 auf dem thüringischen Abschnitt abbestellt, über eine Reaktivierung wird aktuell diskutiert.
Reinsdorf ist über die am Ortsrand von Sachsenburg über Heldrungen und Artern nach Sangerhausen verlaufende L 3086 (bis 2015 B 86) an das Straßennetz angebunden. Von dieser zweigt im Ort die L 1215 nach Wiehe ab. Westlich des Ortes verläuft die Autobahn 71, die nächsten Anschlussstellen sind Artern und Heldrungen.

## Söhne und Töchter der Gemeinde
- Constantin Christian Dedekind (1628–1715), Dichter und Komponist der Barockzeit
- Johann George Tromlitz (1725–1805), Flötist, Instrumentenbauer und Komponist
- Ernst von Blankenstein (1733–1816), Geheimer Rat und Kämmerer, kaiserlicher General der Kavallerie
- Christoph Heinrich von Blankenstein (1744–1827), kaiserlicher Generalmajor
- Hermann Jüngken (1816–1890), nationalliberaler Reichstags- und Landtagsabgeordneter